# Bancarella

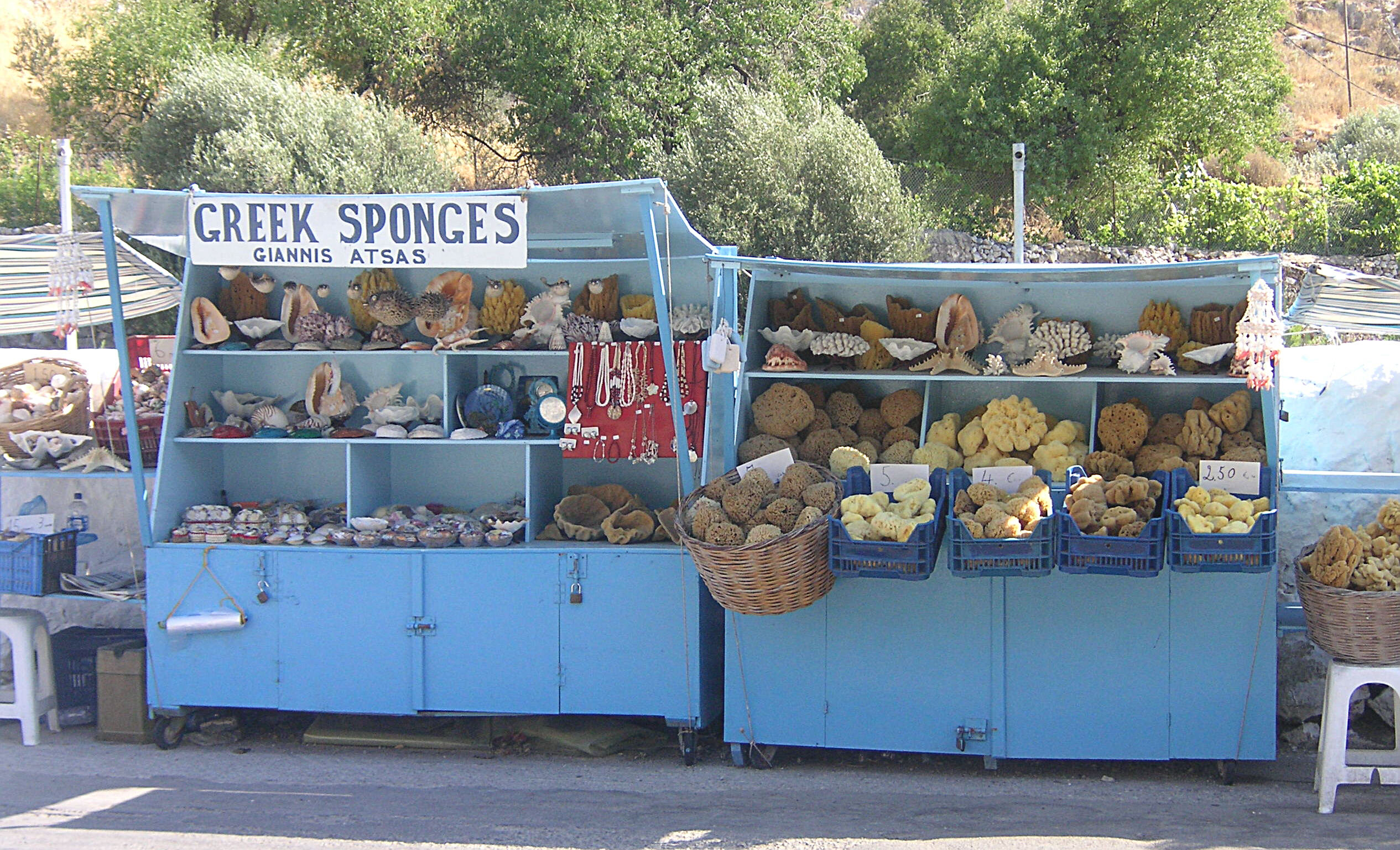
Bancarella che vende spugne

Una bancarella è un banco o carretto utilizzato dai venditori ambulanti per esporre la loro merce. Le bancarelle vengono solitamente allestite nei mercati, o durante le fiere e i convegni, e sono facilmente montabili e smontabili. Benché siano solitamente temporanee, le bancarelle possono diventare permanenti in alcuni casi particolari. In genere, le bancarelle possono essere spostate tramite mezzi a pedali incorporati, o spinte a mano.